# Maria de Abarca
Pour les articles homonymes, voir Abarca.
Maria de Abarca, aussi connue en tant que Doña Maria de Abarca, est une peintre espagnole du XVIIe siècle, active de 1630 à 1656 à Madrid,.

## Biographie
Elle est née à Madrid, mais ses dates de naissance et de mort sont inconnues,. On sait peu de choses sur sa famille, mais un catalogue sur les graveurs du Dr Coombe’s suggère que son père ait pu être Marius Abacus. Elle était connue pour son travail en tant que portraitiste amateur, en particulier pour son habileté à faire ressortir les ressemblances. Maria de Abarca est contemporaine de Peter Paul Rubens et de Diego Velázquez, qui auraient admiré son travail.